# Puerto Quijarro
Puerto Quijarro är en ort i Bolivia.   Den ligger i departementet Santa Cruz, i den östra delen av landet, 800 km öster om huvudstaden Sucre. Puerto Quijarro ligger 92 meter över havet och antalet invånare är 10 392.
Terrängen runt Puerto Quijarro är huvudsakligen platt, men österut är den kuperad. Trakten runt Puerto Quijarro är nära nog obefolkad, med mindre än två invånare per kvadratkilometer.. Det finns inga andra samhällen i närheten.
I omgivningarna runt Puerto Quijarro växer i huvudsak lövfällande lövskog.